# Puchar Kontynentalny kobiet w kombinacji norweskiej 2019/2020
Puchar Kontynentalny kobiet w kombinacji norweskiej 2019/2020 – trzecia w historii edycja Pucharu Kontynentalnego kobiet w kombinacji norweskiej. Zawody były rozgrywane w USA, Norwegii, Austrii i Rosji. 
Tytuł obroniła Amerykanka Tara Geraghty-Moats oraz reprezentacja Norwegii w Pucharze Narodów.

## Kalendarz i wyniki
| Lp. | Data             | Miejscowość | Konkurencja                      | 1. miejsce                                                                            | 2. miejsce                                                                       | 3. miejsce                                                                |
| --- | ---------------- | ----------- | -------------------------------- | ------------------------------------------------------------------------------------- | -------------------------------------------------------------------------------- | ------------------------------------------------------------------------- |
| 1.  | 13 grudnia 2019  | Park City   | Gundersen HS100/5 km             | Tara Geraghty-Moats                                                                   | Gyda Westvold Hansen                                                             | Marte Leinan Lund                                                         |
| 2.  | 14 grudnia 2019  | Park City   | Start masowy HS100/5 km          | Tara Geraghty-Moats                                                                   | Taylor Henrich                                                                   | Jenny Nowak                                                               |
| 3.  | 15 grudnia 2019  | Park City   | Gundersen HS100/5 km             | Tara Geraghty-Moats                                                                   | Gyda Westvold Hansen                                                             | Stiefanija Nadymowa                                                       |
| 4.  | 25 stycznia 2020 | Rena        | Gundersen HS109/5 km             | Marte Leinan Lund                                                                     | Aleksandra Glazunowa                                                             | Stiefanija Nadymowa                                                       |
| 5.  | 26 stycznia 2020 | Rena        | Gundersen HS109/5 km             | Marte Leinan Lund                                                                     | Aleksandra Glazunowa                                                             | Sigrun Kleinrath                                                          |
| 6.  | 8 lutego 2020    | Otepää      | Gundersen HS97/5 km              | Odwołano                                                                              | Odwołano                                                                         | Odwołano                                                                  |
| 7.  | 9 lutego 2020    | Otepää      | Gundersen HS97/5 km              | Odwołano                                                                              | Odwołano                                                                         | Odwołano                                                                  |
| 8.  | 22 lutego 2020   | Eisenerz    | Start masowy HS109/5 km          | Anju Nakamura                                                                         | Tara Geraghty-Moats                                                              | Lisa Hirner                                                               |
| 9.  | 22 lutego 2020   | Eisenerz    | Sztafeta mieszana HS109/4x2,5 km | Norwegia Aleksander Skoglund · Mari Leinan Lund · Gyda Westvold Hansen · Simen Tiller | Austria Thomas Rettenegger · Sigrun Kleinrath · Lisa Hirner · Stefan Rettenegger | Japonia Daimatsu Takehana · Anju Nakamura · Ayane Miyazaki · Kodai Kimura |
| 10. | 23 lutego 2020   | Eisenerz    | Gundersen HS109/5 km             | Gyda Westvold Hansen                                                                  | Tara Geraghty-Moats                                                              | Anju Nakamura                                                             |
| 11. | 11 marca 2020    | Niżny Tagił | Gundersen HS97/5 km              | Tara Geraghty-Moats                                                                   | Lisa Hirner                                                                      | Marte Leinan Lund                                                         |
| 12. | 12 marca 2020    | Niżny Tagił | Gundersen HS97/5 km              | Tara Geraghty-Moats                                                                   | Sigrun Kleinrath                                                                 | Lisa Hirner                                                               |

## Klasyfikacja generalna
| M.  | Zawodnik               | Punkty |
| --- | ---------------------- | ------ |
| 1.  | Tara Geraghty-Moats    | 660    |
| 2.  | Marte Leinan Lund      | 487    |
| 3.  | Gyda Westvold Hansen   | 310    |
| 4.  | Sigrun Kleinrath       | 307    |
| 5.  | Stiefanija Nadymowa    | 304    |
| 6.  | Veronica Gianmoena     | 252    |
| 7.  | Lisa Hirner            | 250    |
| 8.  | Mari Leinan Lund       | 235    |
| 9.  | Aleksandra Glazunowa   | 230    |
| 10. | Daniela Dejori         | 207    |
| 11. | Jenny Nowak            | 194    |
| 12. | Hanna Midtsundstad     | 163    |
| 13. | Anju Nakamura          | 160    |
| 14. | Taylor Heinrich        | 156    |
| 15. | Annika Malacinski      | 125    |
| 16. | Maria Gerboth          | 123    |
| 17. | Swietłana Gladikowa    | 121    |
| 18. | Johanna Bassani        | 117    |
| 19. | Anastasija Gonczarowa  | 108    |
| 20. | Alexa Brabec           | 93     |
| 21. | Glafira Noskowa        | 91     |
| 22. | Léna Brocard           | 87     |
| 23. | Ayane Miyazaki         | 80     |
| 24. | Sophia Maurus          | 70     |
| 25. | Thea Øihaugen          | 63     |
| 26. | Tess Arnone            | 62     |
| =   | Chułpan Waliewa        | 62     |
| 28. | Yuna Kasai             | 58     |
| 29. | Kathleen O'Connell     | 46     |
| 30. | Sana Azegami           | 40     |
| 31. | Aleksandra Tichonowicz | 36     |
| 32. | Oda Leiråmo            | 35     |
| 33. | Anna Aleksandrowa      | 32     |
| 34. | Dajana Achmietwalijewa | 29     |
| 35. | Annalena Slamik        | 27     |
| =   | Yuzuki Shimizu         | 27     |
| 37. | Yura Murakami          | 26     |
| 38. | Nina Lussi             | 24     |
| 39. | Annika Sieff           | 22     |
| =   | Annemarii Bendi        | 22     |
| 41. | Valeriia Koliasnikova  | 15     |
| 42. | Ema Volavšek           | 12     |
| 43. | Ami Sawaya             | 11     |
| 44. | Emma Tréand            | 10     |
| 45. | Mille Moen Flatla      | 7      |
| 46. | Mani Cooper            | 6      |
| 47. | Elizaveta Udintcova    | 4      |
| 48. | Triinu Hausenberg      | 1      |

## Puchar Narodów
| Lp. | Państwo           | Punkty |
| --- | ----------------- | ------ |
| 1.  | Norwegia          | 1684   |
| 2.  | Stany Zjednoczone | 1260   |
| 3.  | Rosja             | 1064   |
| 4.  | Austria           | 1061   |
| 5.  | Japonia           | 702    |
| 6.  | Włochy            | 631    |
| 7.  | Niemcy            | 587    |
| 8.  | Kanada            | 156    |
| 9.  | Francja           | 147    |
| 10. | Kazachstan        | 32     |
| 11. | Estonia           | 23     |
| 12. | Słowenia          | 12     |
| 13. | Wielka Brytania   | 6      |